# Matt Lauer
Matthew Todd „Matt” Lauer (ur. 30 grudnia 1957 w Nowym Jorku) – amerykański dziennikarz telewizyjny oraz gospodarz programu The Today Show.

## Młodość
Matt Lauer urodził się w Nowym Jorku w 1957 roku jako syn Marilyn Kolmer i Jaya Roberta Lauera. Przodkowie ze strony ojca byli rumuńskimi Żydami. Rodzice rozwiedli się, gdy był jeszcze dzieckiem. Edukację zdobywał w School of Media Arts and Studies (wówczas School of Telecommunications) przy Uniwersytecie Ohio. Uczęszczał również do college’u Ivy Tech, ale z niego zrezygnował. W 1979 roku po czterech próbach zdobycia dyplomu porzucił także uniwersytet i rozpoczął karierę telewizyjną. Otrzymał go dopiero w 1997 roku.

## Kariera
Po zakończeniu edukacji został producentem programu informacyjnego, nadawanego w lokalnej stacji WOWK-TV w Huntington w Wirginii Zachodniej. W 1980 roku został reporterem porannych wiadomości. Zaczął wówczas podróżować po całych Stanach Zjednoczonych prowadząc cotygodniowe programy informacyjne. Jakiś czas później został gospodarzem programu PM Magazine nadawanego w Providence i nowojorskiej stacji WNEW-TV. Przyniósł mu on pierwszą, szerszą rozpoznawalność. Po jego zakończeniu w 1986 roku wspólnie z Jill Rappaport prowadził przez piętnaście tygodni program Made In New York. W 1988 roku współtworzył talk show Talk of the Town. W latach 80. nawiązał także współpracę ze stacją ESPN.
W latach 1989–1991 był gospodarzem programu 9 Broadcast Plaza nadawanego przez WWOR-TV. W 1990 roku Kushner-Locke Company wynajęło go, by poprowadził pilotowy odcinek programu Day In Court nadawanego w NBC. Kiedy rozpoczęto stałą emisję serii jego tytuł zmieniono na Trial Watch, a nowym prowadzącym został Rob Weller. W 1991 roku pojawił się jako współprowadzący program Etc., Etc.  na kanale Travel Channel. Rok później rozpoczął pracę dla stacji WNBC-TV, gdzie wspólnie z Jane Hanson prowadził poranny program Today in New York. W 1992 roku razem z Sue Simmons został współprowadzącym Live at Five.
Praca dla nowojorskiej WNBC-TV pozwoliła mu zaistnieć w ogólnokrajowych wiadomościach nadawanych przez NBC. W 1992 roku stacja wynajęła go, by przez rok zastępował Margaret Larson w programie The Today Show. Na początku 1994 roku dołączył do niego na stałe, ale wciąż jeszcze współprowadził Live at Five (do 1996).
W 2006 roku wystąpił gościnnie w jednym z odcinków serialu Will & Grace, a w 2009 roku zagrał siebie w filmie Zaginiony ląd.
W 2016 pojawił się w filmie Zoolander 2 (występ cameo).

## Życie prywatne
W 1981 roku Lauer poślubił producentkę telewizyjną Nancy Alspaugh, jednakże ich małżeństwo zakończyło się rozwodem w 1988 roku. W latach 1989–1996 był związany z prezenterką wiadomości telewizyjnych Kristen Gesswein. W 1998 roku poślubił holenderską modelkę Annette Roque, z którą ma trójkę dzieci. W 2006 roku kobieta złożyła w sądzie dokumenty rozwodowe, ale do rozstania ostatecznie nie doszło.